# David Ambartsumián
David Ambartsumián (Unión Soviética, 24 de junio de 1956-Yerevan, 11 de enero de 1992) fue un clavadista o saltador de trampolín soviético especializado en plataforma de 10 metros, donde consiguió ser medallista de bronce olímpico en 1980.

## Carrera deportiva
En los Juegos Olímpicos de 1980 celebrados en Moscú (Rusia) ganó la medalla de bronce en los saltos desde la plataforma de 10 metros, con una puntuación de 817 puntos, tras el saltador también soviético Aleksandr Portnov  y el mexicano Carlos Girón.